# فريدريك مور
فريدريك مور (بالإنجليزية: Frederic Moore)‏ (و. 1830 – 1907 م) هو عالم حشرات من المملكة المتحدة.
توفي عن عمر يناهز 77 عاماً.